# Mühlgraben (Usa)
Der Mühlgraben ist ein knapp ein Kilometer langer Wiesengraben. Er ist ein linker und westlicher Zufluss der Usa im hessischen Hochtaunuskreis.

## Geographie

### Verlauf
Der Mühlgraben entspringt im Östlichen Hintertaunus auf einer Höhe von etwa 276 m ü. NN in einer Wiese am Südostrand von Usingen. Er fließt zunächst in östlicher Richtung durch Grünland, schwenkt dann nach Südosten ein, knickt danach scharf nach Nordosten ab und mündet schließlich südöstlich von Usingen auf einer Höhe von circa 264 m ü. NN  von links in die Usa.

### Flusssystem Usa
- Fließgewässer im Flusssystem Usa